# برنانی
برنانی (به چکی: Brňany) یک منطقهٔ مسکونی در جمهوری چک است که در ناحیه لیتومیریتسه واقع شده‌است. برنانی ۵٫۶۴ کیلومتر مربع مساحت و ۴۴۰ نفر جمعیت دارد و ۱۵۱ متر بالاتر از سطح دریا واقع شده‌است.